# Julian Gressel
Julian Emil Kurt Gressel (Neustadt an der Aisch, 16 december 1993) is een Amerikaans-Duits voetballer die doorgaans speelt als middenvelder. In april 2025 verruilde hij Inter Miami voor Minnesota United. Gressel maakte in 2023 zijn debuut in het voetbalelftal van de Verenigde Staten.

## Clubcarrière
Gressel speelde in de jeugd van Greuther Fürth en Quelle Fürth, alvorens hij bij TSV Neustadt/Aisch en Eintracht Bamberg in het eerste elftal te spelen kwam. In 2013 verhuisde de Duitser naar de Verenigde Staten, waar hij bij Providence Friars ging spelen, het voetbalelftal van Providence College.
In januari 2017 tekende hij een contract met Major League Soccer, waardoor hij door clubs uit die competitie gekozen kon worden in de SuperDraft. Hierin werd hij gekozen door Atlanta United. Gressel maakte zijn debuut voor Atlanta op 6 maart 2017, toen met 1–2 verloren werd van New York Red Bulls. Atlanta kwam op voorsprong dankzij een doelpunt van Yamil Asad, maar door een treffer van Daniel Royer en een eigen doelpunt van Anton Walkes wonnen de bezoekers alsnog. Gressel mocht van coach Gerardo Martino in de basis starten en hij werd negen minuten voor tijd gewisseld ten faveure van Jeff Larentowicz. Zijn eerste doelpunt volgde op 14 mei 2017, toen de Duitser op bezoek bij Portland Timbers één minuut na rust de score opende op aangeven van Larentowicz. Via Liam Ridgewell eindigde de wedstrijd uiteindelijk in 1–1.
Aan het einde van 2017 werd Gressel verkozen tot grootste talent van het afgelopen seizoen. Het seizoen erop kroonde Atlanta United zich tot kampioen van de Major League Soccer. In januari 2020 verkaste Gressel naar D.C. United, waar hij voor vier jaar tekende. Halverwege het seizoen 2022 vertrok de Duitser weer uit Washington, toen hij verkaste naar Vancouver Whitecaps. Een jaar later nam Columbus Crew de middenvelder over. In Columbus speelde Gressel een half seizoen, waarna Inter Miami hem een contract voor drie jaar liet tekenen. Hiervan zat hij er één uit, voor Minnesota United hem in april 2025 overnam.

## Clubstatistieken
| Seizoen | Club                | Competitie          | Competitie | Competitie | Beker | Beker | Internationaal | Internationaal | Totaal | Totaal |
| Seizoen | Club                | Competitie          | Wed.       | Dlp.       | Wed.  | Dlp.  | Wed.           | Dlp.           | Wed.   | Dlp.   |
| ------- | ------------------- | ------------------- | ---------- | ---------- | ----- | ----- | -------------- | -------------- | ------ | ------ |
| 2017    | Atlanta United      | Major League Soccer | 33         | 5          | 2     | 1     | —              | —              | 35     | 6      |
| 2018    | Atlanta United      | Major League Soccer | 38         | 4          | 2     | 0     | —              | —              | 40     | 4      |
| 2019    | Atlanta United      | Major League Soccer | 36         | 8          | 3     | 0     | 3              | 2              | 42     | 10     |
| 2020    | D.C. United         | Major League Soccer | 22         | 2          | 0     | 0     | —              | —              | 22     | 2      |
| 2021    | D.C. United         | Major League Soccer | 34         | 2          | 0     | 0     | —              | —              | 34     | 2      |
| 2022    | D.C. United         | Major League Soccer | 17         | 0          | 0     | 0     | —              | —              | 17     | 0      |
| 2022    | Vancouver Whitecaps | Major League Soccer | 13         | 2          | 1     | 0     | —              | —              | 14     | 2      |
| 2023    | Vancouver Whitecaps | Major League Soccer | 18         | 3          | 3     | 2     | 3              | 0              | 24     | 5      |
| 2023    | Columbus Crew       | Major League Soccer | 15         | 1          | 0     | 0     | 2              | 0              | 17     | 1      |
| 2024    | Inter Miami         | Major League Soccer | 32         | 1          | 0     | 0     | 8              | 0              | 40     | 1      |
| 2025    | Minnesota United    | Major League Soccer | 3          | 0          | 1     | 0     | —              | —              | 4      | 0      |
| Totaal  | Totaal              | Totaal              | 291        | 29         | 12    | 3     | 16             | 2              | 319    | 34     |

Bijgewerkt op 17 mei 2025.

## Interlandcarrière
Gressel kreeg in november 2022 een Amerikaans paspoort, waarmee hij speelgerechtigd werd voor dat land, en in januari 2023 werd hij ook voor het eerst opgeroepen voor het voetbalelftal van de Verenigde Staten. Zijn debuut maakte hij op 25 januari, toen een vriendschappelijke wedstrijd gespeeld werd tegen Servië. In de negenentwintigste minuut gaf Gressel een assist op Brandon Vázquez, die de score opende. Door doelpunten van Luka Ilić en Veljko Simić wonnen de Serviërs met 1–2. De andere Amerikaanse debutanten dit duel waren Gabriel Slonina (Chelsea), Jalen Neal (LA Galaxy), Aidan Morris (Columbus Crew), Alan Soñora (Independiente), Brandon Vázquez (FC Cincinnati) en DeJuan Jones (New England Revolution).
| Interlands van Julian Gressel voor Verenigde Staten | Interlands van Julian Gressel voor Verenigde Staten | Interlands van Julian Gressel voor Verenigde Staten | Interlands van Julian Gressel voor Verenigde Staten | Interlands van Julian Gressel voor Verenigde Staten | Interlands van Julian Gressel voor Verenigde Staten |
| №                                                   | Datum                                               | Wedstrijd                                           | Uitslag                                             | Competitie                                          | Goals                                               |
| Als speler bij Vancouver Whitecaps                  | Als speler bij Vancouver Whitecaps                  | Als speler bij Vancouver Whitecaps                  | Als speler bij Vancouver Whitecaps                  | Als speler bij Vancouver Whitecaps                  | Als speler bij Vancouver Whitecaps                  |
| --------------------------------------------------- | --------------------------------------------------- | --------------------------------------------------- | --------------------------------------------------- | --------------------------------------------------- | --------------------------------------------------- |
| 1                                                   | 25 januari 2023                                     | Verenigde Staten – Servië                           | 1 – 2                                               | Vriendschappelijk                                   |                                                     |
| 2                                                   | 28 januari 2023                                     | Verenigde Staten – Colombia                         | 0 – 0                                               | Vriendschappelijk                                   |                                                     |
| 3                                                   | 28 juni 2023                                        | Verenigde Staten – Saint Kitts en Nevis             | 6 – 0                                               | Gold Cup 2023                                       |                                                     |
| 4                                                   | 2 juli 2023                                         | Verenigde Staten – Trinidad en Tobago               | 6 – 0                                               | Gold Cup 2023                                       |                                                     |
| 5                                                   | 9 juli 2023                                         | Verenigde Staten – Canada                           | 2 – 2 (3 – 2 n.s.)                                  | Gold Cup 2023                                       |                                                     |
| 6                                                   | 12 juli 2023                                        | Verenigde Staten – Panama                           | 1 – 1 (4 – 5 n.s.)                                  | Gold Cup 2023                                       |                                                     |

Bijgewerkt op 17 mei 2025.

## Erelijst
| Competitie          |                |                |                |                |
| Competitie          | Aantal         | Jaren          |                |                |
| Atlanta United      | Atlanta United | Atlanta United | Atlanta United | Atlanta United |
| ------------------- | -------------- | -------------- | -------------- | -------------- |
| Major League Soccer | 1              | 2018           |                |                |
| Columbus Crew       |                |                |                |                |
| Major League Soccer | 1              | 2023           |                |                |